# Stato Libero d'Irlanda
Stato Libero d'Irlanda o Stato Libero Irlandese (in inglese Irish Free State; in irlandese Saorstát Éireann) era il nome dello Stato comprendente 26 delle 32 contee dell'Irlanda separate dal Regno Unito di Gran Bretagna e Irlanda con il trattato anglo-irlandese siglato da quest'ultimo e dalla Repubblica irlandese a Londra il 6 dicembre 1921.
Lo Stato Libero venne istituito come dominion dell'Impero britannico. Esso comprendeva 26 delle 32 contee dell'Irlanda. L'Irlanda del Nord, che era composta dalle restanti sei contee, esercitò il diritto previsto dal trattato di rinunciare al nuovo stato. Il governo dello Stato Libero era composto dal governatore generale - il rappresentante del re - e dal consiglio esecutivo (governo), che sostituì sia il governo rivoluzionario del Dáil che il governo provvisorio istituito ai sensi del trattato. W. T. Cosgrave, che aveva guidato entrambe queste amministrazioni dall'agosto 1922, divenne il primo presidente del Consiglio esecutivo (primo ministro). L'Oireachtas o legislatura era composta dal Dáil Éireann (la camera bassa) e dal Seanad Éireann (la camera alta), noto anche come Senato. I membri del Dáil dovevano prestare giuramento di fedeltà alla Costituzione dello Stato libero e dichiarare fedeltà al re. Il giuramento fu una questione chiave per gli oppositori del Trattato, che si rifiutarono di prestarlo e quindi non occuparono i loro seggi. I membri filo-Trattato, che formarono il Cumann na nGaedheal nel 1923, detennero la maggioranza effettiva nel Dáil dal 1922 al 1927 e successivamente governarono come governo di minoranza fino al 1932.
Nel 1931, con l'approvazione dello Statuto di Westminster, il Parlamento del Regno Unito rinunciò a quasi tutta la sua restante autorità di legiferare per lo Stato Libero e gli altri dominion. Ciò ebbe l'effetto di concedere allo Stato Libero un'indipendenza riconosciuta a livello internazionale.
Nei primi mesi dello Stato Libero, tra il nuovo National Army e l'IRA Anti-Trattato, che rifiutava di riconoscere lo stato, scoppiò la guerra civile irlandese. La guerra civile si concluse con la vittoria delle forze governative, con i suoi oppositori che abbandonarono le armi nel maggio 1923. Il partito politico anti-Trattato, il Sinn Féin, rifiutò di prendere posto nel Dáil, lasciando il relativamente piccolo Partito Laburista come unico partito di opposizione. Nel 1926, quando il presidente del Sinn Féin Éamon de Valera non riuscì a far invertire questa politica, si dimise dal Sinn Féin e guidò la maggior parte dei suoi membri in un nuovo partito, il Fianna Fáil, che entrò a far parte del Dáil dopo le elezioni generali del 1927. Formò il governo dopo le elezioni generali del 1932, quando divenne il partito più numeroso.
De Valera abolì il giuramento di fedeltà e iniziò una guerra economica con il Regno Unito. Nel 1937 redasse una nuova costituzione, che venne adottata con un plebiscito nel luglio dello stesso anno. Lo Stato Libero si dissolse con l'entrata in vigore della nuova costituzione il 29 dicembre 1937, quando lo stato prese il nome di "Irlanda".

## Antefatti
La Rivolta di Pasqua del 1916 e le sue conseguenze provocarono un profondo spostamento dell'opinione pubblica verso la causa repubblicana in Irlanda. Nelle elezioni generali del dicembre 1918, il partito repubblicano Sinn Féin ottenne un'ampia maggioranza dei seggi irlandesi nel Parlamento britannico: 73 dei 105 collegi elettorali restituirono membri del Sinn Féin (25 non contestati).
I parlamentari eletti del Sinn Féin, piuttosto che prendere posto a Westminster, istituirono la propria assemblea, nota come Dáil Éireann (Assemblea d'Irlanda). Essa affermò la formazione di una Repubblica irlandese ed approvò una dichiarazione d'indipendenza. La successiva guerra d'indipendenza, combattuta tra l'Irish Republican Army (IRA) e le forze di sicurezza britanniche, continuò fino al luglio 1921 quando giunse una tregua in vigore. A questo punto si era aperto il Parlamento dell'Irlanda del Nord, istituito ai sensi del Government of Ireland Act, presentando al movimento repubblicano un fatto compiuto e garantendo la presenza britannica in Irlanda. In ottobre si aprirono a Londra i negoziati tra membri del governo britannico e membri del Dáil, culminati con la firma del Trattato anglo-irlandese il 6 dicembre 1921.
Il trattato consentiva la creazione di uno stato separato noto come Stato Libero d'Irlanda, con status di dominion, all'interno dell'allora impero britannico, uno status equivalente al Canada. Il Parlamento dell'Irlanda del Nord avrebbe potuto, presentando un discorso al re, scegliere di non essere incluso nello Stato Libero, nel qual caso sarebbe stata istituita una Commissione di confine per determinare dove avrebbe dovuto trovarsi il confine tra di loro. I membri del parlamento dello Stato Libero sarebbero stati tenuti a prestare giuramento di fedeltà al re, anche se una modifica del giuramento prestato in altri dominion.
Il Dáil ratificò il trattato il 7 gennaio 1922, provocando una scissione nel movimento repubblicano. Venne formato un governo provvisorio, con Michael Collins come presidente.

## La  "rinuncia" dell'Irlanda del Nord
Il trattato e la legislazione introdotta per conferirgli effetto giuridico implicavano che l'Irlanda del Nord avrebbe fatto parte dello Stato Libero al momento della sua creazione. Se la legislazione avesse l'effetto legale ai sensi della legge del Regno Unito di rendere l'Irlanda del Nord una parte dello Stato Libero d'Irlanda è un punto su cui gli scrittori legali non sono d'accordo. Uno scrittore ha sostenuto che i termini del trattato si applicavano solo alle 26 contee e il governo dello Stato Libero non aveva potere né de facto né de iure nell'Irlanda del Nord. Un altro scrittore ha sostenuto che il giorno in cui venne stabilito la giurisdizione dello Stato Libero era l'isola d'Irlanda. Una decisione del tribunale del 1933 in Irlanda mostrò che la legge irlandese aveva preso quest'ultimo punto di vista. La posizione de facto era che l'Irlanda del Nord fosse trattata come se fosse sempre all'interno del Regno Unito.
Il trattato ebbe effetto legale nel Regno Unito attraverso l'Irish Free State Constitution Act. Tale atto, che istituiva lo Stato Libero, consentiva all'Irlanda del Nord di "rinunciare" a esso. Ai sensi dell'articolo 12 del trattato, l'Irlanda del Nord poteva esercitare la sua opzione presentando un discorso al re chiedendo di non far parte dello Stato libero irlandese. Una volta che l'Irish Free State Constitution Act venne approvato il 5 dicembre 1922, le Camere del Parlamento dell'Irlanda del Nord avevano un mese (soprannominato il "mese dell'Ulster") per esercitare questa opzione durante il quale mese il Government of Ireland Act continuò ad applicarsi nell'Irlanda del Nord.
Realisticamente è sempre stato certo che l'Irlanda del Nord avrebbe rinunciato allo Stato Libero. Il primo ministro dell'Irlanda del Nord, Sir James Craig, parlando in parlamento nell'ottobre 1922 disse che "quando sarà passato il 6 dicembre inizia il mese in cui dovremo fare la scelta se votare o rimanere all'interno dello Stato Libero". Disse che era importante che quella scelta fosse fatta il prima possibile dopo il 6 dicembre 1922 "affinché non si rivelasse al mondo che abbiamo avuto la minima esitazione". Il giorno successivo, 7 dicembre 1922, il Parlamento decise di rivolgere al re il seguente discorso per rinunciare allo Stato libero:
La discussione in Parlamento del discorso fu breve. Il primo ministro Craig partì per Londra con il memoriale che incarnava l'indirizzo sulla barca notturna quella sera, 7 dicembre 1922. Il re lo ricevette il giorno seguente, riportando il Times:
Se il Parlamento dell'Irlanda del Nord non avesse fatto una tale dichiarazione, ai sensi dell'articolo 14 del Trattato sull'Irlanda del Nord, il suo Parlamento e il suo governo avrebbero continuato ad esistere, ma l'Oireachtas sarebbe stato competente a legiferare per l'Irlanda del Nord in questioni non delegate all'Irlanda del Nord ai sensi del Government of Ireland Act. Ciò, ovviamente, non è mai avvenuto.
Il 13 dicembre 1922 il primo ministro Craig si rivolse al Parlamento informandolo che il re aveva risposto al suo discorso come segue:

## Strutture governative e costituzionali
Il trattato stabilì che il nuovo stato sarebbe stato una monarchia costituzionale, con il governatore generale dello Stato Libero d'Irlanda come rappresentante della Corona. La Costituzione dello Stato Libero d'Irlanda prevedeva disposizioni più dettagliate per il sistema di governo dello stato, con un parlamento a tre livelli, chiamato Oireachtas, composto dal re e da due camere, il Dáil Éireann ed il Seanad Éireann (il Senato irlandese).
L'autorità esecutiva era conferita al re, con il governatore generale come suo rappresentante. Egli nominava un governo chiamato Consiglio esecutivo per "aiutarlo e consigliarlo". Il Consiglio esecutivo era presieduto da un primo ministro chiamato presidente del Consiglio esecutivo. In pratica, la maggior parte del potere reale era esercitata dal Consiglio esecutivo, poiché il governatore generale era quasi sempre tenuto ad agire su consiglio del Consiglio esecutivo.

### Il rappresentante della Corona
La carica di governatore generale dello Stato Libero d'Irlanda sostituì il precedente lord luogotenente, che aveva guidato le amministrazioni inglese e britannica in Irlanda sin dal Medioevo. I governatori generali vennero inizialmente nominati dal re su consiglio del governo britannico, ma con il consenso del governo irlandese. Dal 1927, solo il governo irlandese aveva il potere di consigliare al re chi nominare.

### Il giuramento di fedeltà
Come per tutti i dominion, era previsto un giuramento di fedeltà. All'interno dei dominion, tali giuramenti venivano prestati personalmente dai parlamentari nei confronti del monarca. L'Irish Oath of Allegiance era fondamentalmente diverso. Aveva due elementi; la prima, un giuramento allo Stato Libero, come stabilito dalla legge, la seconda parte una promessa di fedeltà, a Sua Maestà, Re Giorgio V, ai suoi eredi e successori. Quel secondo elemento di fedeltà, tuttavia, era qualificato in due modi. Era per il re in Irlanda, non specificamente per il re del Regno Unito. In secondo luogo, era esplicitamente rivolto al re nel suo ruolo come parte della soluzione del Trattato, non in termini di dominion britannico precedente al 1922. Lo stesso giuramento proveniva da una combinazione di tre fonti ed era in gran parte opera di Michael Collins nei negoziati sul trattato. Esso veniva in parte da una bozza di giuramento suggerita prima dei negoziati dal presidente de Valera. Altre sezioni vennero prese da Collins direttamente dal Giuramento della Fratellanza Repubblicana Irlandese (IRB), di cui era il capo segreto. Nella sua struttura, era anche parzialmente basato sulla forma e sulla struttura utilizzate per lo "Status di Dominion".
Sebbene "una nuova partenza", e notevolmente indiretta nel suo riferimento alla monarchia, esso venne criticato da nazionalisti e repubblicani per aver fatto qualsiasi riferimento alla Corona, affermando che si trattava di un giuramento diretto alla Corona, un fatto probabilmente errato da un esame della sua formulazione, ma nel 1922 in Irlanda ed oltre, molti sostenevano che restava il fatto che come dominion il re (e quindi gli inglesi) era ancora capo di stato e quella era la realtà pratica che influenzava il dibattito pubblico sulla questione. Lo Stato Libero non era una repubblica. Il giuramento divenne una questione chiave nella conseguente guerra civile irlandese che divise le parti favorevoli e contrarie al trattato nel 1922-1923.

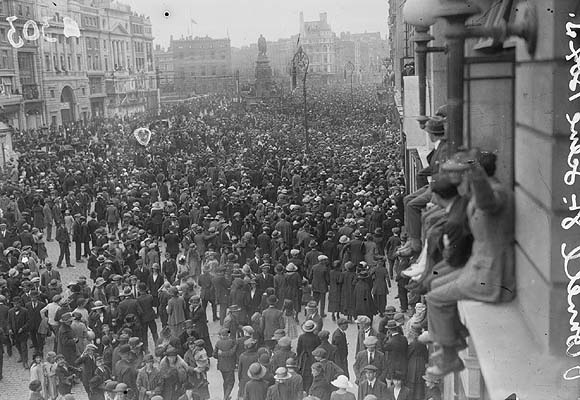
Processione al funerale di Michael Collins, Dublino, 1922

## La guerra civile irlandese
I compromessi contenuti nell'accordo provocarono la guerra civile nelle 26 contee nel giugno 1922 - aprile 1923, in cui il Governo provvisorio filo-Trattato sconfisse le forze repubblicane anti-Trattato. Quest'ultime erano guidate, nominalmente, da Éamon de Valera, che si era dimesso da presidente della Repubblica alla ratifica del trattato. Le sue dimissioni indignarono alcuni dei suoi stessi sostenitori, in particolare Seán T. O'Kelly, il principale organizzatore del Sinn Féin. Dopo le dimissioni, egli chiese poi la rielezione, ma venne sconfitto due giorni dopo con un voto di 60-58. Il filo-Trattato Arthur Griffith gli succedette come presidente della Repubblica irlandese. Michael Collins venne scelto in una riunione dei membri eletti per sedere nella Camera dei Comuni dell'Irlanda del Sud (un organo istituito ai sensi del Government of Ireland Act) per diventare presidente del governo provvisorio dello Stato libero d'Irlanda in conformità con il trattato. Le elezioni generali di giugno diedero un sostegno schiacciante ai partiti favorevoli al Trattato. Il governo provvisorio di W. T. Cosgrave nominato dalla Corona incorporò effettivamente l'amministrazione repubblicana di Griffith con la morte sia di Collins che di Griffith nell'agosto 1922.

## La "libertà di raggiungere la libertà"

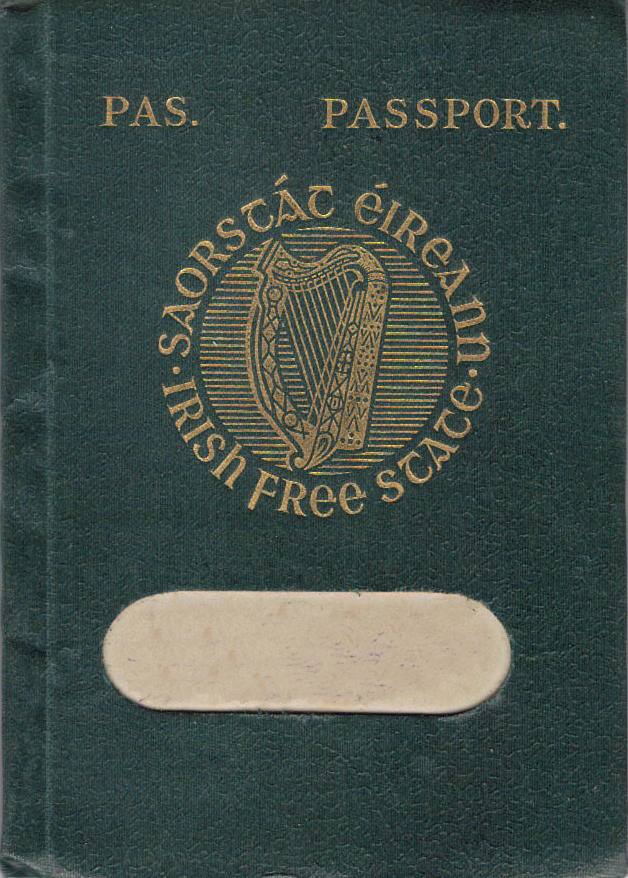
Passaporto dello Stato Libero d'Irlanda

### Amministrazione
I seguenti furono i principali partiti di governo del Free State tra il 1922 e il 1937:
- Cumann na nGaedheal sotto W. T. Cosgrave (1922-1932)
- Fianna Fáil sotto Éamon de Valera (1932-1937)

### Evoluzione costituzionale

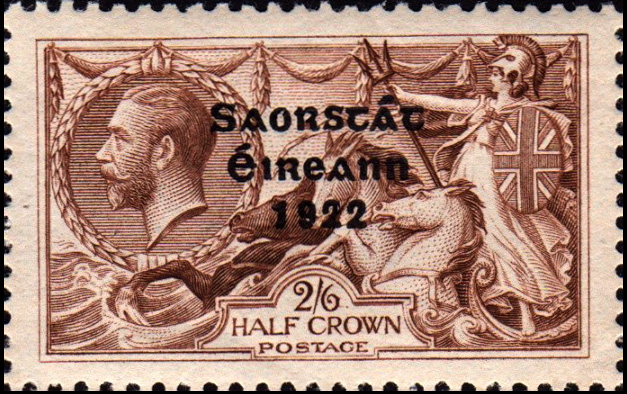
Stampa sovrastampata

Michael Collins descrisse il Trattato come "la libertà di raggiungere la libertà". In pratica, il Trattato offriva la maggior parte dei simboli e dei poteri dell'indipendenza. Questi includevano un funzionamento, se contestato, della democrazia parlamentare con una propria costituzione esecutiva, giudiziaria e scritta che poteva essere modificata dall'Oireachtas. Sebbene non fosse stata offerta una repubblica irlandese, il trattato garantiva comunque all'Irlanda una maggiore indipendenza interna di quanta ne avesse posseduta in oltre 400 anni. Tuttavia, esistevano una serie di condizioni:
- Il re rimase re in Irlanda;
- La Gran Bretagna mantenne i cosiddetti porti del Trattato strategici sulle coste meridionali e nord-occidentali dell'Irlanda, che sarebbero rimasti occupati dalla Royal Navy;
- Prima dell'approvazione dello Statuto di Westminster, il governo del Regno Unito continuò ad avere un ruolo nel governo irlandese. Ufficialmente il rappresentante del re, il governatore generale, riceveva istruzioni anche dal governo britannico sul suo uso dell'assenso reale, vale a dire un disegno di legge approvato dal Dáil e dal Seanad avrebbe potuto essere concesso il consenso (firmato in legge), negato (non firmato, in attesa di successiva approvazione) o negato (veto). Le lettere patenti al primo governatore generale, Tim Healy, indicavano esplicitamente i progetti di legge che dovevano essere respinti se approvati dal Dáil e dal Seanad, come qualsiasi tentativo di abolire il giuramento. Alla fine, non venne mai introdotto nessun disegno di legge del genere, quindi la questione era controversa.

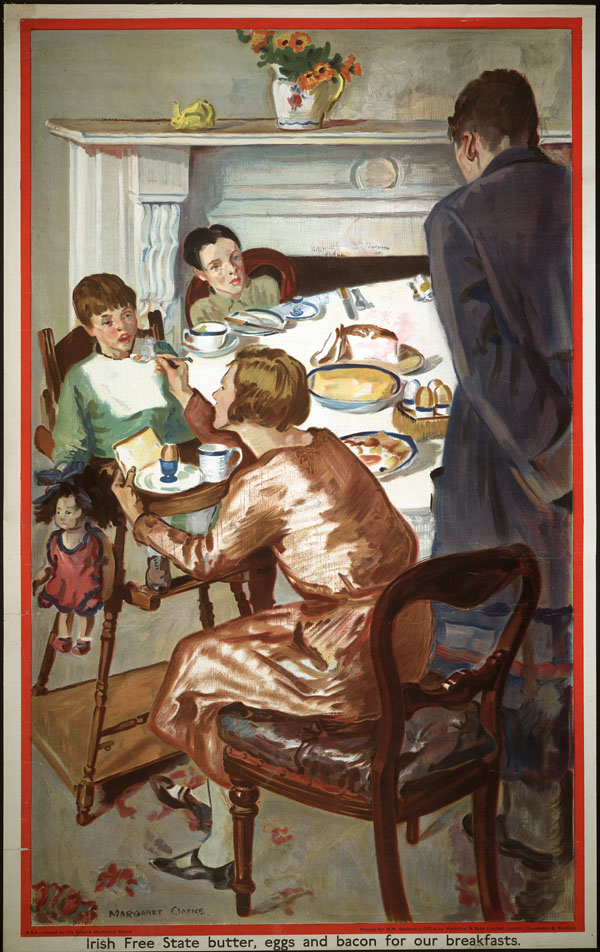
Manifesto che promuove i prodotti agricoli dello Stato Libero d'Irlanda per la colazione ai canadesi ("Burro, uova e pancetta dello Stato Libero d'Irlanda per le nostre colazioni")

- Come con gli altri dominion, lo Stato Libero aveva uno status di associazione con il Regno Unito piuttosto che essere completamente legalmente indipendente da esso. Tuttavia il significato di "status di dominion" cambiò radicalmente durante gli anni '20, a partire dalla crisi di Çanakkale nel 1922 e rapidamente seguita dal Trattato dell'Halibut negoziato direttamente nel 1923. La Conferenza Imperiale del 1926 dichiarò l'uguaglianza [compreso il Regno Unito] di tutti gli stati membri del Commonwealth. La Conferenza portò anche a una riforma del titolo reale, attuata dal Royal and Parliamentary Titles Act, che modificò il titolo reale del re in modo che tenesse conto del fatto che non esisteva più un Regno Unito di Gran Bretagna e Irlanda. Il re adottò il seguente stile con il quale sarebbe stato conosciuto in tutto il suo impero: "Per grazia di Dio, della Gran Bretagna, dell'Irlanda e dei dominion britannici oltre i re dei mari, difensore della fede, imperatore dell'India" . Quello era il titolo del re in Irlanda proprio come altrove nel suo impero.[22]
- Nella conduzione delle relazioni esterne, lo Stato Libero cercò di spingere i confini del suo status di Dominion. Esso "accettò" le credenziali dagli ambasciatori internazionali in Irlanda, cosa che nessun altro dominion aveva fatto fino ad allora. Registrò il trattato con la Società delle Nazioni come documento internazionale, nonostante le obiezioni del Regno Unito, che lo vedeva come un mero documento interno tra un dominio e il Regno Unito. Il diritto alla cittadinanza dello Stato Libero era definito nella Costituzione dello Stato libero d'Irlanda, ma lo status di quella cittadinanza era controverso. Uno dei primi progetti dello Stato Libero fu la progettazione e la produzione del Gran Sigillo del Saorstát Éireann che venne realizzato per conto del governo da Hugh Kennedy.

Lo Statuto di Westminster del 1931, che incarnava una decisione di una Conferenza Imperiale, consentiva a ciascun dominion di emanare nuove leggi o di modificare qualsiasi legislazione esistente, senza ricorrere ad alcun ruolo per il Parlamento britannico che avrebbe potuto emanare la legislazione originale in passato. Esso inoltre rimosse l'autorità di Westminster di legiferare per i dominion, tranne che con l'espressa richiesta e il consenso del parlamento del dominion pertinente. Questo cambiamento ebbe l'effetto di rendere i dominion, compreso lo Stato Libero, nazioni indipendenti de iure, realizzando così la visione di Collins di avere "la libertà di raggiungere la libertà".
Lo Stato Libero segnò simbolicamente questi cambiamenti in due mosse rivoluzionarie subito dopo aver conquistato l'indipendenza riconosciuta a livello internazionale:
- Cercò, ed ottenne, l'accettazione da parte del re di avere un ministro irlandese, con la completa esclusione dei ministri britannici, di consigliare formalmente il re nell'esercizio dei suoi poteri e delle sue funzioni come re nello Stato libero irlandese. Ciò diede al presidente del Consiglio esecutivo il diritto di consigliare direttamente il re nella sua qualità di primo ministro irlandese di Sua Maestà. Due esempi di ciò sono la firma di un trattato tra lo Stato Libero d'Irlanda e la Repubblica Portoghese nel 1931, e l'atto che riconosce l'abdicazione di re Edoardo VIII nel 1936 separatamente dal riconoscimento da parte del Parlamento britannico.
- La sostituzione senza precedenti dell'uso del Gran Sigillo del Regno e la sua sostituzione con il Gran Sigillo del Saorstát Éireann, che il re assegnò allo Stato Libero d'Irlanda nel 1931. (Il Sigillo d'Irlanda consisteva in un'immagine di Re Giorgio V in trono su un lato, con l'arpa di stato irlandese e le parole Saorstát Éireann sul retro. Ora è in mostra al Museo Nazionale Irlandese, Collins Barracks a Dublino.)

Quando Éamon de Valera divenne presidente del Consiglio esecutivo (primo ministro) nel 1932, descrisse semplicemente i risultati dei ministri di Cosgrave. Dopo aver letto i dossier, disse a suo figlio Vivion "erano magnifici, figliolo".
Lo Statuto di Westminster consentì a de Valera, divenuto presidente del Consiglio esecutivo (febbraio 1932), di spingersi ancora oltre. Senza conseguenti restrizioni alle sue politiche, abolì il giuramento di fedeltà (cosa che Cosgrave intendeva fare se avesse vinto le elezioni generali del 1932), il Seanad, la rappresentanza universitaria nel Dáil e gli appelli al Comitato giudiziario del Consiglio privato.
Un grave errore politico si verificò nel 1936, quando tentò di utilizzare l'abdicazione di re Edoardo VIII per abolire la corona e il governatore generale nello Stato Libero con il Constitution (Amendment No. 27) Act. Venne informato da alti funzionari legali ed altri esperti costituzionali che, poiché la corona e il governatore generale esistevano separatamente dalla costituzione in un vasto numero di atti, statuti, ordini in consiglio e lettere patenti, entrambi esistevano ancora. Venne rapidamente introdotto un secondo disegno di legge, l'Executive Powers (Consequential Provisions) Act per abrogare gli elementi necessari. De Valera datò retroattivamente il secondo atto al dicembre 1936.

### Valuta
Il nuovo stato continuò ad utilizzare la sterlina inglese sin dal suo inizio; non vi è alcun riferimento alla valuta nel Trattato o in nessuno degli atti delegati. Tuttavia, nel giro di pochi anni, il Dáil approvò il Coinage Act, (che prevedeva una moneta del Saorstát [Stato Libero]) e il Currency Act, (che prevedeva inter alia delle banconote della sterlina del Saorstát). La nuova sterlina del Saorstát venne definita dall'Atto del 1927 per avere esattamente lo stesso peso e la stessa finezza dell'oro della sovrana all'epoca, rendendo la nuova valuta ancorata a 1:1 con sterline. Lo Stato fece circolare la sua nuova moneta nazionale nel 1928, contrassegnata con Saorstát Éireann e una serie nazionale di banconote. La monetazione britannica rimase accettabile nello Stato libero a parità di tasso. Nel 1937, quando lo Stato Libero venne sostituito dall'Irlanda (Éire), la sterlina divenne nota come "sterlina irlandese" e le monete vennero contrassegnate con Éire.

## Demografia

### Tasso di natalità
Secondo un rapporto, nel 1924, poco dopo l'istituzione dello Stato Libero, il nuovo dominion aveva il "tasso di natalità più basso del mondo". Il rapporto osservava che tra i paesi per i quali erano disponibili statistiche (Ceylon, Cile, Giappone, Spagna, Sudafrica, Paesi Bassi, Canada, Germania, Australia, Stati Uniti, Gran Bretagna, Nuova Zelanda, Finlandia e Stato Libero d'Irlanda) , Ceylon aveva il tasso di natalità più alto con 40,8 per 1.000, mentre lo Stato Libero d'Irlanda aveva un tasso di natalità di appena 18,6 per 1.000.

### Prospettiva culturale
La società irlandese durante questo periodo era estremamente cattolica romana, con pensatori cattolici romani che promuovevano visioni anticapitaliste, anticomuniste, antiprotestanti, antimassoni e antisemite nella società irlandese. Attraverso le opere di sacerdoti come Edward Cahill, Richard Devane e Denis Fahey, la società irlandese vedeva il capitalismo, l'individualismo, il comunismo, la banca privata, la promozione dell'alcool, i contraccettivi, il divorzio e l'aborto come obiettivi della vecchia "élite protestante" e degli ebrei, con i loro sforzi combinati attraverso i massoni. Denis Fahey descrisse l'Irlanda come "il terzo paese più massonico del mondo" e vide questo presunto ordine come contrario alla creazione di uno Stato irlandese indipendente.

## Fine dello Stato Libero

### La costituzione del 1937
Nel 1937 il governo del Fianna Fáil presentò al Dáil Éireann una bozza di una costituzione completamente nuova. Una versione modificata della bozza del documento venne successivamente approvata dal Dáil. Un plebiscito si tenne il 1º luglio 1937, che era lo stesso giorno delle elezioni generali del 1937, quando venne approvato da una maggioranza relativamente ristretta. La nuova Costituzione dell'Irlanda (Bunreacht na hÉireann) abrogò la Costituzione del 1922 ed entrò in vigore il 29 dicembre 1937.
Lo stato venne chiamato Irlanda (Éire in lingua irlandese) e venne istituito un nuovo ufficio di presidente dell'Irlanda al posto del governatore generale dello Stato Libero d'Irlanda. La nuova costituzione rivendicava la giurisdizione su tutta l'Irlanda pur riconoscendo che la legislazione non si sarebbe applicata nell'Irlanda del Nord (vedi Articoli 2 e 3). Gli articoli 2 e 3 vennero riformulati nel 1998 per rimuovere la pretesa giurisdizionale sull'intera isola e per riconoscere che "un'Irlanda unita deve essere realizzata solo con mezzi pacifici con il consenso della maggioranza del popolo, democraticamente espresso, in entrambe le giurisdizioni dell'isola".
Per quanto riguarda la religione, una sezione dell'articolo 44 includeva quanto segue:
A seguito di un referendum, questa sezione venne rimossa nel 1973. Dopo l'istituzione dello Stato Libero nel 1923, il sindacalismo nel sud è in gran parte terminato.
La Costituzione del 1937 diede un notevole taglio ideologico ai cambiamenti dell'assetto dello Stato in modo tale da crearne uno che apparisse spiccatamente irlandese. Ciò venne fatto implementando le politiche corporatiste (basate sui concetti della Chiesa cattolica romana, poiché il cattolicesimo era percepito come profondamente radicato nella percezione dell'identità irlandese). Un chiaro esempio di ciò è il modello del ricostituito Seanad Éireann (il Senato), che opera sulla base di un sistema di commissioni professionali, insieme ad un elenco di organismi di settore designati, un concetto corporativo (visto nell'enciclica Quadragesimo anno di Papa Pio XI del 1931). Inoltre, i principali partiti politici irlandesi; Fine Gael, Fianna Fáil e Laburista avevano tutti una visione intrinsecamente corporativista. Il governo fu oggetto d'intense pressioni da parte di importanti personalità della Chiesa per tutti gli anni '30 nel chiedere la riforma del quadro dello Stato. Gran parte di ciò si rifletteva nella nuova Costituzione del 1937.